# أديلين سارجنت
أديلين سارجنت (بالإنجليزية: Adeline Sergeant)‏ (4 يوليو 1851 في المملكة المتحدة - 4 ديسمبر 1904، بورنموث في المملكة المتحدة)؛ كاتِبة، شاعرة وروائية بريطانية.